# 葛洪 (南宋)
葛洪（1152年—1237年），初名伯虎，字容父，一作容甫，号盘室，自号蟠室老人。婺州东阳马葛府（今浙江省金华市东阳市）人。南宋学者。宋理宗时参知政事。
葛洪是吕祖谦弟子。南宋淳熙十一年（1184年）登进士第。授昆山尉，属吏按前例送搬家钱六万，葛洪将这笔钱用于修宣诏亭。属吏加倍致送禄米，也说是依前例所为，葛洪将多给部分退还公库。历任金溪县丞、昌国县（今舟山市）令、大理司直。嘉定年间，官至枢密院编修官兼国史院编修官、实录院检讨官。转任守尚书工部员外郎兼权枢密院检详诸房文字。上疏请求严饬将帅，将帅必奋不顾死，抚慰士卒，上下振厉，更新图强。历任焕章阁直学士、国子祭酒、国史编修、实录检讨、尚书员外郎、工部侍郎、工部尚书等。进端明殿学士、同签书枢密院事，绍定元年（1228年）拜参知政事，封东阳郡公。以提举万寿观兼资政殿侍读致仕，去世，谥号端献。葛洪守正不阿，有大臣风。能诗文，上疏论事，明白持平。著作今存《涉史随笔》一卷，又有《蟠室老人文集》。

## 延伸阅读
[在维基数据编辑]
 《宋史/卷415》，出自脱脱《宋史》